# Monteroni di Lecce
Monteroni di Lecce (im apulischen Dialekt Muntrùni) ist eine süditalienische Gemeinde (comune). Ihr Name stammt von dem Toponym Mons Tyronum (Berg der Speerträger).

## Geografie
Die Gemeinde hat 13.236 Einwohner (Stand 31. Dezember 2023). Sie liegt in der Provinz Lecce in Apulien inmitten des Salento, etwa 7,5 Kilometer westlich der Stadt Lecce.

## Geschichte
In den Bergen, die heute San Filii genannt werden, errichteten die Römer einen Militärstützpunkt. Während der Herrschaft der Normannen gehörte Monteroni als Lehen dem Grafen von Lecce. Ab 1250 herrschte die Familie De Cremona, später die Familie Montoroni. Mit dem 16./17. Jahrhundert wurde der Ort Lehen des Herzogs von Spongano.

## Verkehr
Der Bahnhof von Monteroni di Lecce liegt an der Bahnstrecke Novoli–Gagliano Leuca.

## Sport
Die UCI-Bahn-Weltmeisterschaften 1976 wurden auf der Radrennbahn der Gemeinde, das Velodromo degli Ulivi, ausgetragen.

## Kultur
Vor Ort befindet sich der Ecotekne-Campus der Università del Salento.

## Gemeindepartnerschaften
Monteroni di Lecce unterhält Gemeindepartnerschaften mit Lengnau BE und Fara Filiorum Petri.